# Rzgów
Rzgów é um município da Polônia, na voivodia de Łódź e no condado de Łódź Oriental. Estende-se por uma área de 16,8 km², com 3 398 habitantes, segundo os censos de 2016, com uma densidade de 202,6 hab/km².